# Aéroport Diomício Freitas
Pour les articles homonymes, voir CCM.
L'aéroport de Forquilhinha/Diomício Freitas (code IATA : CCM • code OACI : SBCM) est un aéroport situé à Forquilhinha, dans le sud de l'État de Santa Catarina, au Brésil.
Il dessert notamment la ville de Criciúma et le sud de Santa Catarina.